# Молла Махмуд Зёви
Молла Махмуд Зёви (азерб. Molla Mahmud Zövi; 1843, Шемахы, Шемахинский уезд, Бакинская губерния, Российская империя — 1910, Джавад, Джеватский уезд, Бакинская губерния, Российская империя) — азербайджанский поэт и педагог XIX века, член литературного общества «Бейтус-сафа».

## Биография
Молла Махмуд Зёви родился в 1843 году в Шемахе. Получил образование в родном городе и владел арабским и персидскими языками. Позже он занимался торговлей и больше двенадцати лет работал учителем в селе Джавад. В сентябре 1891 года потерял сына по имени Ахмед. В 1897 году Зёви находился в Баку и виделся там со знатоками поэзии. Поэт скончался в Джаваде в 1910 году в возрасте 67 лет.

## Творчество
Молла Махмуд писал произведения на азербайджанском, арабском и персидском языках. Состоял в литературном кружке «Бейтус-сафа» и был близким другом Сеид Азима Ширвани. Он также был искусным каллиграфом, обладал стилями насталик и насх. Свой псевдоним «Зёви» он записывал по разному: «Зуи», «Зау» и «Зав», что имеет значение «яркий, сияющий, яркий, очевидный». Его диван состоял из произведений на азербайджанском и персидском языках на шрифте несталик. В нем 43 касыды (из них 19 на персидском), 266 газелей, 15 маснави, 1 мурабба, 5 мухаммасов, 3 тахмиса, 2 мюседдеса (один на персидском) , 2 терджи бенда, 13 кита (из них 6 на персидском), 9 рубаи и две персидских матлы. 
В своём стихотворении «Bilmədim» («Не знал») он ищет причину некоторых событий в мире, в природе. Понимание таких тайн, как притягательность сна красавицы, причина волнения в теле, то, что увиденная во сне история правдива только во сне, заставляет поэта задуматься. Он хочет знать почему. Пытаясь понять мир, поэт говорит «как мне понять невидимую драгоценность» и бессилен ответить на вопросы, которые задает себе сам. Он даже хочет знать, из чего он родился и каким он будет после смерти, иначе говоря, начало и конец жизни.  Все эти философские идеи не оставляют поэта в покое. Как видно из его стихов, Зёви очень любил свой родной город Шемаху. Он с теплотой вспоминал его, когда тот был в Мугани и Губе. Например, в своей газели с редифом «gedəm» он видел Мугань как пустынную тюремную пытку и желал поскорее избавиться от муганской проклятой травы и колючек и отправиться в Ширван, которому позавидовал даже высший рай Фирдоуси. Поэт писал на что у него семеро детей. В этом стихе он заявил, что его положение очень бедственное, что он остался без жалованья и няни с детьми в родном городе. Подчеркивая, что у него проблемы не только с едой, поэт надеялся, что Бог, Господь миров, излечит его беды и печали по своей бесконечной милости. Зёви написал несколько наставнических произведений для своих детей, из них «Düzd və qazi» («Вор и герой») и «Nəsihəti-Loğman» («Наставление Лукмана») были изданы в 1913 году в Тифлисе в восточной типографии Мирза Музаффаром Эфендизаде. 